# Fluierar negru
Fluierarul negru (Tringa erythropus) este o pasăre migratoare limicolă din familia scolopacidelor (Scolopacidae), ordinul caradriiformelor (Charadriiformes) care cuibărește în nordul Europei (nordul Scandinaviei și nord vestul Rusiei) și Asiei (nordul Siberiei până la peninsula Ciukotsk) în zonele de tundră împădurită precum și în turbăriile și smârcurile din taiga. Iernează în zonele mediterane din sud-vestul Europei, Africa de nord și ecuatorială, Delta Nilului și Asia de sud (regiunile din jurul golfului Persic, India, sud-estul Chinei, Taiwan, Vietnam, Malaezia). Are o talie de 30 cm, în epoca cuibăritului (vara) penajul este negru cu pete mai deschise în jumătatea posterioară a corpului; iarna și în timpul pasajului penajul este cenușiu cu penele aripilor și ale cozii pătate mai închis și abdomenul alb. Se hrănește cu nevertebrate: viermi, crustacee, moluște și insecte acvatice.
În România este o pasăre de pasaj puțin numeroasă, venind din ținuturile de cuibărit din nordul Europei și Asiei, îndreptându-se spre sud-vestul Europei, Africa și Asia, unde iernează.

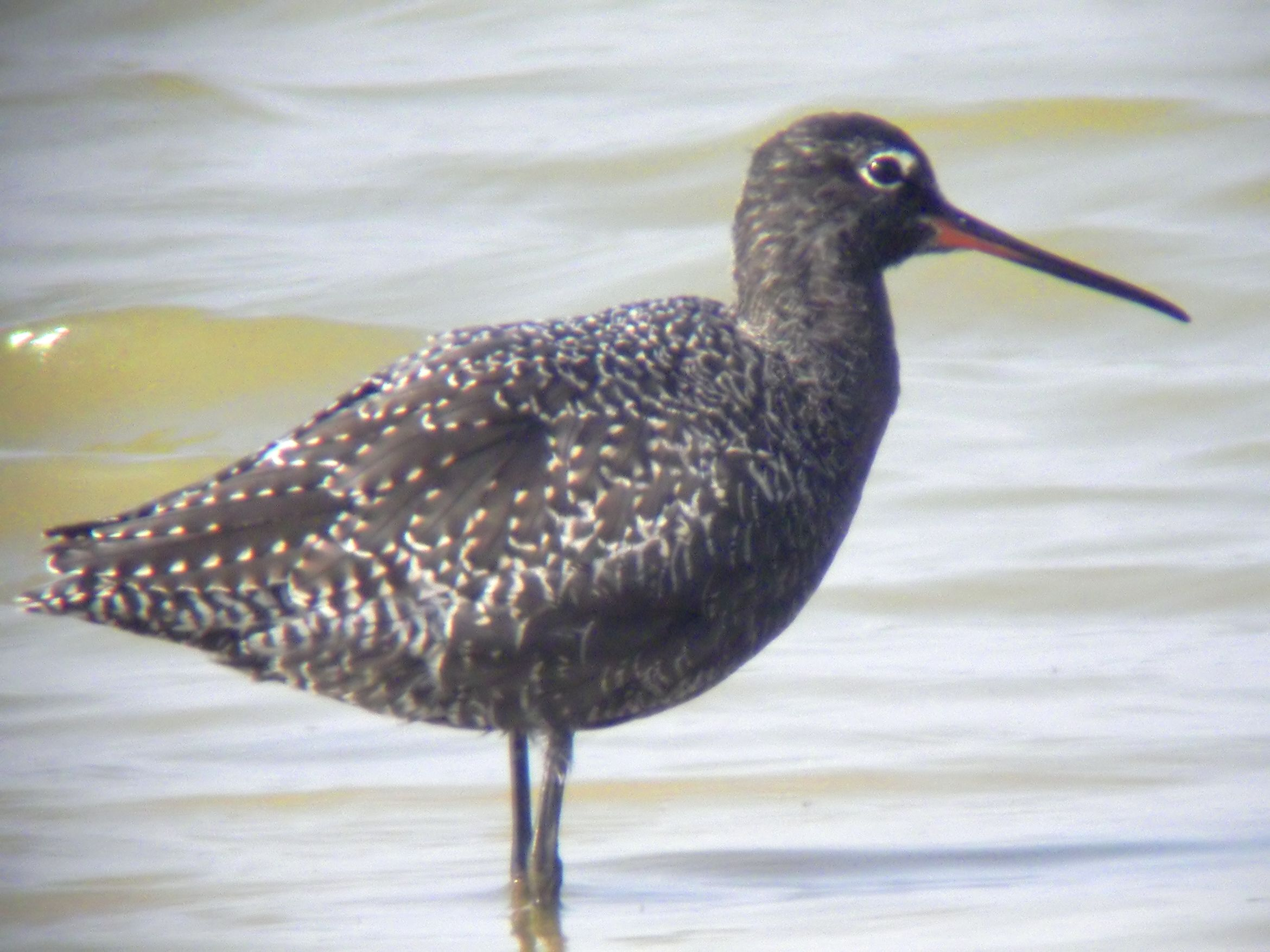
Fluierarul negru în penajul de vară